# Cleyera pachyphylla
Cleyera pachyphylla là một loài thực vật có hoa trong họ Pentaphylacaceae. Loài này được Chun ex H.T.Chang mô tả khoa học đầu tiên năm 1959.